# 放射日规螺
放射日规螺（学名：Psilaxis radiata）车轮螺科之下的一個物種。

## 分佈
主要分布于越南、中国大陆，常栖息在潮下带。